# Canton de Brazey-en-Plaine
Le canton de Brazey-en-Plaine est une circonscription électorale française du département de la Côte-d'Or créée par le décret du 18 février 2014 et entrée en vigueur lors des élections départementales de 2015.

## Histoire
Un nouveau découpage territorial de la Côte-d'Or entre en vigueur à l'occasion des élections départementales de mars 2015, défini par le décret du 18 février 2014, en application des lois du 17 mai 2013 (loi organique 2013-402 et loi 2013-403). Les conseillers départementaux sont, à compter de ces élections, élus au scrutin majoritaire binominal mixte. Les électeurs de chaque canton élisent au Conseil départemental, nouvelle appellation du Conseil général, deux membres de sexe différent, qui se présentent en binôme de candidats. Les conseillers départementaux sont élus pour 6 ans au scrutin binominal majoritaire à deux tours, l'accès au second tour nécessitant 12,5 % des inscrits au 1er tour. En outre la totalité des conseillers départementaux est renouvelée. Ce nouveau mode de scrutin nécessite un redécoupage des cantons dont le nombre est divisé par deux avec arrondi à l'unité impaire supérieure si ce nombre n'est pas entier impair, assorti de conditions de seuils minimaux. Dans la Côte-d'Or, le nombre de cantons passe ainsi de 43 à 23. Le canton de Brazey-en-Plaine est formé de communes des anciens cantons de Seurre et de Saint-Jean-de-Losne.

## Représentation
| Période élective | Période élective | Mandat | Mandat   | Identité         | Nuance | Nuance | Qualité |
| ---------------- | ---------------- | ------ | -------- | ---------------- | ------ | ------ | --- |
| 2015             | 2021             | 2015   | 2021     | Emmanuelle Coint |        | LR     | Infirmière Ancienne conseillère générale du canton de Seurre 4ème Vice-Présidente du Conseil départemental |
| 2015             | 2021             | 2015   | 2021     | Gilles Delepau   |        | DVD    | Responsable secteur assurances Maire de Brazey-en-Plaine                                                   |
| 2021             | 2028             | 2021   | en cours | Emmanuelle Coint |        | LR     | Conseillère sortante, 1ère Vice-Présidente du conseil départemental                                        |
| 2021             | 2028             | 2021   | en cours | Gilles Delepau   |        | DVD    | Conseiller sortant                                                                                         |

### Résultats détaillés

#### Élections de mars 2015
À l'issue du 1er tour des élections départementales de 2015, trois binômes sont en ballottage : Christelle Bernier et Damien Cantin (FN, 39,44 %), Emmanuelle Coint et Gilles Delepau (Union de la Droite, 35,73 %) et Alain Becquet et Chantal Bouvret (Union de la Gauche, 24,83 %). Le taux de participation est de 53,8 % (7 795 votants sur 14 490 inscrits) contre 53,86 % au niveau départemental et 50,17 % au niveau national.
Au second tour, Emmanuelle Coint et Gilles Delepau (Union de la Droite) sont élus avec 55,93 % des suffrages exprimés et un taux de participation de 54,09 % (4 035 voix pour 7 846 votants et 14 505 inscrits).

#### Élections de juin 2021
Le premier tour des élections départementales de 2021 est marqué par un très faible taux de participation (33,26 % au niveau national). Dans le canton de Brazey-en-Plaine, ce taux de participation est de 33,85 % (5 101 votants sur 15 070 inscrits) contre 36,24 % au niveau départemental. À l'issue de ce premier tour, deux binômes sont en ballottage : Emmanuelle Coint et Gilles Delepau (LR, 41,9 %) et Alain Becquet et Celine Gilardet (Divers, 29,35 %).
Le second tour des élections est marqué une nouvelle fois par une abstention massive équivalente au premier tour. Les taux de participation sont de 34,3 % au niveau national, 37,05 % dans le département et 35,04 % dans le canton de Brazey-en-Plaine. Emmanuelle Coint et Gilles Delepau (LR) sont élus avec 61,17 % des suffrages exprimés (2 959 voix pour 5 282 votants et 15 074 inscrits),,.

## Composition
Le canton de Brazey-en-Plaine comprend 38 communes entières.
| Nom                                      | Code Insee | Intercommunalité  | Superficie (km2) | Population (dernière pop. légale) | Densité (hab./km2) | Modifier                                    |
| ---------------------------------------- | ---------- | ----------------- | ---------------- | --------------------------------- | ------------------ | ------------------------------------------- |
| Brazey-en-Plaine (bureau centralisateur) | 21103      | CC Rives de Saône | 25,55            | 2 425 (2022)                      | 95                 | modifier les données · modifier les données |
| Aubigny-en-Plaine                        | 21031      | CC Rives de Saône | 6,34             | 544 (2022)                        | 86                 | modifier les données · modifier les données |
| Auvillars-sur-Saône                      | 21035      | CC Rives de Saône | 6,74             | 339 (2022)                        | 50                 | modifier les données · modifier les données |
| Bagnot                                   | 21042      | CC Rives de Saône | 12,57            | 156 (2022)                        | 12                 | modifier les données · modifier les données |
| Bonnencontre                             | 21089      | CC Rives de Saône | 10,83            | 441 (2022)                        | 41                 | modifier les données · modifier les données |
| Bousselange                              | 21095      | CC Rives de Saône | 7,20             | 52 (2022)                         | 7,2                | modifier les données · modifier les données |
| Broin                                    | 21112      | CC Rives de Saône | 14,18            | 410 (2022)                        | 29                 | modifier les données · modifier les données |
| Chamblanc                                | 21131      | CC Rives de Saône | 10,21            | 464 (2022)                        | 45                 | modifier les données · modifier les données |
| Charrey-sur-Saône                        | 21148      | CC Rives de Saône | 5,75             | 333 (2022)                        | 58                 | modifier les données · modifier les données |
| Chivres                                  | 21172      | CC Rives de Saône | 8,23             | 275 (2022)                        | 33                 | modifier les données · modifier les données |
| Échenon                                  | 21239      | CC Rives de Saône | 10,62            | 766 (2022)                        | 72                 | modifier les données · modifier les données |
| Esbarres                                 | 21249      | CC Rives de Saône | 15,86            | 681 (2022)                        | 43                 | modifier les données · modifier les données |
| Franxault                                | 21285      | CC Rives de Saône | 12,32            | 509 (2022)                        | 41                 | modifier les données · modifier les données |
| Glanon                                   | 21301      | CC Rives de Saône | 3,65             | 275 (2022)                        | 75                 | modifier les données · modifier les données |
| Grosbois-lès-Tichey                      | 21311      | CC Rives de Saône | 4,85             | 69 (2022)                         | 14                 | modifier les données · modifier les données |
| Jallanges                                | 21322      | CC Rives de Saône | 7,48             | 309 (2022)                        | 41                 | modifier les données · modifier les données |
| Labergement-lès-Seurre                   | 21332      | CC Rives de Saône | 28,83            | 1 012 (2022)                      | 35                 | modifier les données · modifier les données |
| Labruyère                                | 21333      | CC Rives de Saône | 7,28             | 232 (2022)                        | 32                 | modifier les données · modifier les données |
| Lanthes                                  | 21340      | CC Rives de Saône | 9,79             | 255 (2022)                        | 26                 | modifier les données · modifier les données |
| Laperrière-sur-Saône                     | 21342      | CC Rives de Saône | 11,17            | 429 (2022)                        | 38                 | modifier les données · modifier les données |
| Lechâtelet                               | 21344      | CC Rives de Saône | 3,64             | 233 (2022)                        | 64                 | modifier les données · modifier les données |
| Losne                                    | 21356      | CC Rives de Saône | 22,61            | 1 712 (2022)                      | 76                 | modifier les données · modifier les données |
| Magny-lès-Aubigny                        | 21366      | CC Rives de Saône | 6,99             | 220 (2022)                        | 31                 | modifier les données · modifier les données |
| Montagny-lès-Seurre                      | 21424      | CC Rives de Saône | 7,16             | 115 (2022)                        | 16                 | modifier les données · modifier les données |
| Montmain                                 | 21436      | CC Rives de Saône | 9,07             | 139 (2022)                        | 15                 | modifier les données · modifier les données |
| Montot                                   | 21440      | CC Rives de Saône | 7,51             | 205 (2022)                        | 27                 | modifier les données · modifier les données |
| Pagny-la-Ville                           | 21474      | CC Rives de Saône | 6,73             | 413 (2022)                        | 61                 | modifier les données · modifier les données |
| Pagny-le-Château                         | 21475      | CC Rives de Saône | 24,23            | 485 (2022)                        | 20                 | modifier les données · modifier les données |
| Pouilly-sur-Saône                        | 21502      | CC Rives de Saône | 5,15             | 616 (2022)                        | 120                | modifier les données · modifier les données |
| Saint-Jean-de-Losne                      | 21554      | CC Rives de Saône | 0,58             | 1 001 (2022)                      | 1 726              | modifier les données · modifier les données |
| Saint-Seine-en-Bâche                     | 21572      | CC Rives de Saône | 8,38             | 407 (2022)                        | 49                 | modifier les données · modifier les données |
| Saint-Symphorien-sur-Saône               | 21575      | CC Rives de Saône | 7,90             | 322 (2022)                        | 41                 | modifier les données · modifier les données |
| Saint-Usage                              | 21577      | CC Rives de Saône | 9,36             | 1 330 (2022)                      | 142                | modifier les données · modifier les données |
| Samerey                                  | 21581      | CC Rives de Saône | 7,02             | 134 (2022)                        | 19                 | modifier les données · modifier les données |
| Seurre                                   | 21607      | CC Rives de Saône | 8,99             | 2 336 (2022)                      | 260                | modifier les données · modifier les données |
| Tichey                                   | 21637      | CC Rives de Saône | 6,88             | 212 (2022)                        | 31                 | modifier les données · modifier les données |
| Trouhans                                 | 21645      | CC Rives de Saône | 10,60            | 610 (2022)                        | 58                 | modifier les données · modifier les données |
| Trugny                                   | 21647      | CC Rives de Saône | 6,86             | 121 (2022)                        | 18                 | modifier les données · modifier les données |
| Canton de Brazey-en-Plaine               | 2104       |                   | 379,11           | 20 587 (2022)                     | 54                 | modifier les données                        |

## Démographie
En 2022, le canton comptait 20 587 habitants, en évolution de −0,57 % par rapport à 2016 (Côte-d'Or : +0,82 %, France hors Mayotte : +2,11 %).
| 2013   | 2018   | 2022   |
| ------ | ------ | ------ |
| 20 782 | 20 532 | 20 587 |